# Povijest Nepala
Povijest Nepala isprepletena je s poviješću šireg Indijskog potkontinenta i okolnih regija koje uključuju područja južne i istočne Azije.
Nepal je multietnička, multirasna, multikulturalna, multireligijska i višejezična zemlja. Najrašireniji jezik je nepalski, a slijedi ga nekoliko drugih etničkih jezika.
Kraljevina Nepal osnovana je 1768. godine i započela je kampanju za ujedinjenje cijelog Nepala, što je s vremenom dovelo do današnjega teritorija Nepala. U 16. i 17. st. razvila se khasko-magarska kneževina Gurkha. Njihov vladar Ram Šah (1605.–'32) proveo je upravne reforme, usavršio zakonodavstvo radi jačanja središnje vlasti. Iskoristivši razjedinjenost nevarskih kneževina, Gurkhe su pod Prithwijem Narayanom zauzeli 1768. Makvanpur, Katmandu, Patan, Bhadgaon i zatim zemlju Kirata te uspostavili centraliziranu nepalsku državu s prijestolnicom u Katmanduu.
Neka područja izgubljena su zbog sudjelovanja Kraljevstva Nepala u Kinesko-nepalskom ratu. Nakon toga rata, Nepal je postao tributarna država, koja je plaćala danak kineskoj dinastiji Qing od 1792. do 1865.
Anglo-nepalski rat završio je pobjedom Britanaca. Od 1850. Gurkhe su djelovali kao vojnici u britansko-indijskoj vojsci. Nakon Drugog svjetskoga rata u Nepalu jača nacionalni pokret, koji je u stalnoj oporbi prema vladajućoj dinastiji Rana. Pokret predvodi građanska i proindijski usmjerena Nepalska kongresna stranka (NCP), osnovana 1950., čiji prvaci djeluju iz Indije. U vrijeme britanske kolonijalne vlasti u Indiji, Nepal je ostao neovisan, ali izoliran od vanjskog svijeta, plativši cijenu kroz gospodarsku nerazvijenost i zaostalost. Gospodarske reforme i djelomično otvaranje prema susjednoj Indiji u posljednjih nekoliko godina dovele su do promjena na bolje, ali izbijanje građanskog rata u kojem su se marksistički pobunjenici borili protiv središnje vlasti 1996. pogoršalo je izglede za budućnost. 
Dana, 1. lipnja 2001. princ Dipendra krenuo je u pucnjavu, ubivši 9 članova nepalske kraljevske obitelji, uključujući kralja Birendru i kraljicu Aishwaryu, prije nego što je ustrijelio sebe. Zbog preživljavanja privremeno je postao kralj prije nego što je umro od rana, nakon čega je prijestolje naslijedio princ Gyanendra (brat kralja Birendre) prema tradiciji. U međuvremenu je pobuna eskalirala, a kralj je u listopadu 2002. privremeno smijenio vladu i preuzeo potpunu kontrolu nad njom. Tjedan dana kasnije ponovno je imenovao drugu vladu, ali je zemlja i dalje bila vrlo nestabilna.
U povijesnom glasanju za izbor ustavotvorne skupštine, nepalski parlament izglasao je ukidanje monarhije u lipnju 2006. Dana, 28. svibnja 2008. Nepal je postao savezna republika i službeno je preimenovan u "Federalnu Demokratsku Republiku Nepal" čime je okončano 200 godina vladavine nepalskih monarha iz dinastije Šah.
Dana, 25. travnja 2015., razorni potres magnitude 7,8 Mw ubio je gotovo 9,000 ljudi, a ozlijedio gotovo 22,000. Bila je to najgora prirodna katastrofa koja je pogodila zemlju od potresa u Nepalu i Biharu 1934. godine. Potres je također izazvao lavinu na Mount Everestu, usmrtivši 21 osobu. Uništene su stoljećima stare građevine, uključujući mjesta svjetske baštine UNESCO-a u dolini Kathmandua. Veliki naknadni potres dogodio se 12. svibnja 2015. s magnitudom (Mw) od 7,3, usmrtivši više od 200 ljudi, a preko 2,500 ih je ozlijeđeno u ovom naknadnom potresu, a mnogi su ostali bez domova. Ti su događaji doveli do velike humanitarne krize koja je utjecala na obnovu nakon potresa.

## Galerija
- Nekadašnja kraljevska palača u Gorkhi.
- Karta Nepala iz 1805. godine.
- Nepalski novac iz 1763. godine.
- Stari nepalski grb od 1962. do 2008.